# Richard Joyce

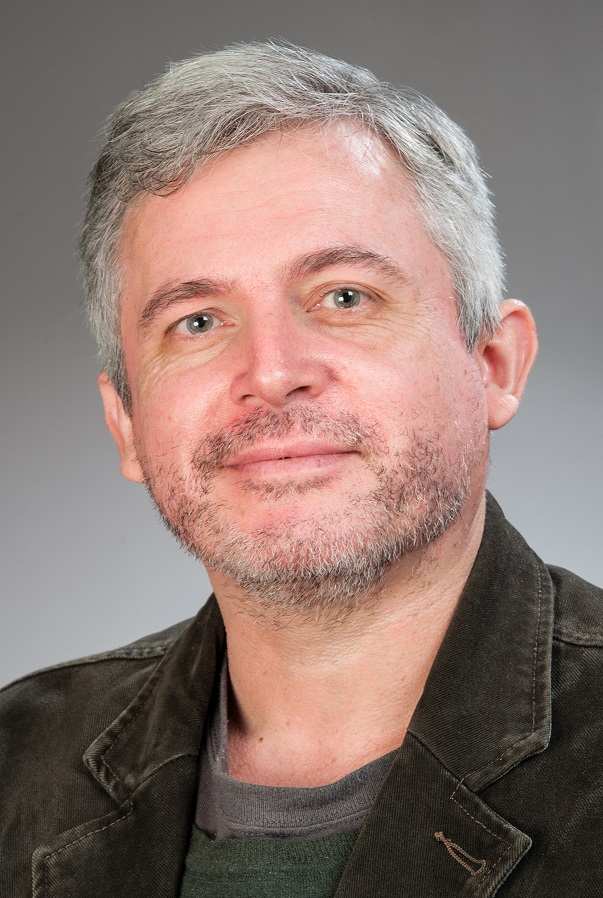
Richard Joyce (2018)

Richard Joyce (* 1966) ist ein Philosoph in Australien.
Er wurde geboren in New Forest, Hampshire, doch während er noch ein Baby war, zog die Familie nach Neuseeland. Joyce studierte an der Universität Auckland und machte dort 1989 die B.A. in Philosophie und Kunstgeschichte, 1991 den M.A. mit 1st class honors in Philosophie. 1995 machte er einen zweiten M.A. an der Universität Princeton, wo er 1998 den Ph.D. (Doktorväter: Gil Harman und Gideon Rosen) erwarb. An der Universität Sheffield war er 4 Jahre lang wissenschaftlicher Mitarbeiter der Philosophie. 2002–2008 war er an der Australian National University in Canberra Forschungsassistent in der Philosophie. 2006–2010 ist er Associate Professor an der Universität Sydney.
Sein Hauptarbeitsgebiet ist die Meta-Ethik, in dieser vertritt er den Fiktionalismus. Andere professionelle Interessen sind Moralpsychologie, Emotionspsychologie, Rationalität und Evolutionspsychologie. Er ist Teamleiter eines Forschungsprojektes mit dem Titel „The Evolution of the Social Brain: How Emotions and Moral Judgement Interact in the Generation of Cooperative Behaviour.“
Er ist verheiratet und hat zwei Kinder.

## Werke
- The Myth of Morality. Cambridge University Press, 2001 (englisch, Online [abgerufen am 8. September 2014]).
- The Evolution of Morality. MIT Press, 2006 (englisch, Online [abgerufen am 8. September 2014]).
- Richard Joyce, Simon Kirchin (Hrsg.): A World Without Values: Essays on John Mackie’s Moral Error Theory. Springer Press, 2010, ISBN 978-90-481-3338-3 (englisch).